# Вер, Джон де, 7-й граф Оксфорд
Джон де Вер (12 марта 1312 — 23 января 1360) — английский аристократ, 7-й граф Оксфорд (1331—1360), участник Столетней войны.

## Биография
Единственный сын сэра Альфонса де Вера (? — 20 декабря 1328) и Джейн Фолиот, дочери сэра Роберта Фолиота, внук Роберта де Вера (1240—1296), 5-го графа Оксфорда, и племянник Роберта де Вера (1257—1331), 6-го графа Оксфорда.
Когда в 1329 году скончался сэр Томас де Вер, единственный сын Роберта де Вера, 6-го графа Оксфорда, король разрешил последнему завещать свои титул и владения родному племяннику Джону де Веру.
17 апреля 1331 года после смерти своего дяди Роберта де Вера, 6-го графа Оксфорда, Джон де Вер стал седьмым графом Оксфордом.
Джон де Вер участвовал в войнах английского короля Эдуарда III против Шотландии и Франции. В 1334—1335 годах он принимал участие в кампании под Роксбургом, затем в летней кампании 1335 года.
В марте 1340 года Джон де Вер служил во Фландрии, затем вернулся в Англию. В 1342 году он принял участие в Столетней войне с Францией. Вначале служил под командованием Уильяма де Богуна, графа Нортгемптона, назначенного лейтенантом (наместником) в Бретани. 30 сентября 1342 года графы Нортгемптон и Оксфорд принимали участие в битве при Морле против армии Карла де Блуа.
В 1343 году Уильям де Богун и Джон де Вер были отправлены в Шотландию, чтобы оказать помощь замку Лохмабену. В 1345 году они вновь участвовали в военной кампании в Бретани.
Летом 1346 года Джон де Вер участвовал в военной кампании Эдуарда III в Нормандии. 26 — 27 августа того же года принимал участие в разгроме французской армии в битве при Креси. Во время этого сражения граф Оксфорд сражался вместе с Эдуардом Вудстоком, Чёрным принцем, старшим сыном Эдуарда III. С 4 сентября 1346 по 3 августа 1347 года принял участие в осаде английской армией Кале. В 1348 году заболел и в течение семи лет не участвовал в военных действиях.
В 1355 году Джон де Вер участвовал в разорительном походе Чёрного принца на Лангедок. Вместе с самим принцем и Жаном де Грильи, капитаном де Бюшем, командовал основными силами. Участвовал во взятии Аруиля и Монклара, Монигскарда, Вильфранша, Авиньона и Каркассона.
19 сентября 1356 года граф Оксфорд участвовал в битве с французской армией при Пуатье, где командовал авангардом вместе с Томасом Бошаном, 11-м графом Уориком.
В 1359—1360 годах граф принимал участие в военной кампании Эдуарда III во Франции. 23 января 1360 года погиб во время осады Реймса. Был похоронен в Кёльнском приорстве в Эссексе.

## Семья и дети
В 1336 году женился на Мод де Бэдлсмир (ок. 1309 — 24 апреля 1366), дочери Бартоломью де Бэдлсмира (около 1275—1322), 1-го лорда Бэдлсмира (1309—1322), и Маргарет де Клер (1287—1333/1334), дочери Томаса де Клера, барона Томонда и Джулианы Фицджеральд. У них в браке было четыре сына и три дочери:
- Элизабет де Вер (22 марта 1327 — 23 сентября 1375), 1-й муж — сэр Хью Куртене (1327—1348), старший сын Хью Куртене, 10-го графа Девона, 2-й муж — сэр Джон Моубрей (1310—1361), 3-й барон Моубрей, 2-й муж — сэр Уильям Косинтон
- Джон де Вер (ок. 1335 — до 23 июня 1350)
- Томас де Вер (ок. 1336 — сентябрь 1371), 8-й граф Оксфорд (1360—1371)
- Обри де Вер (ок. 1339 — 23 апреля 1400), 10-й граф Оксфорд (1392—1400)
- Маргарет де Вер (? — 15 июня 1398), муж — сэр Генри Бомонт (1340—1369), 3-й барон Бомонт, 2-й муж — сэр Николас де Ловейн (? — 1375), 3-й муж — сэр Джон Деверё (? — 1394), 1-й барон Деверё
- Роберт де Вер
- Мод де Вер